# Калберсон, Чарльз
Чарльз Аллен Калберсон (англ. Charles Allen Culberson; 10 июня 1855, Дейдвилл, Алабама — 19 марта 1925, Вашингтон) — 21-й губернатор штата Техас, сенатор США от Техаса в 1899—1923 годах, член демократической партии.

## Биография
Чарльз Калберсон родился в 1855 году в семье Евгении и Дэвида Калберсона в Дейдвилле, штат Алабама, но в 1856 году его семья переехала в Техас, поселившись сначала в Гилмере, а затем в Джефферсоне. В 1874 году он окончил Виргинский военный институт, а в 1876—1877 годах изучал право в Виргинском университете в Шарлотсвилле. В 1877 году Калберсон был принят в коллегию адвокатов в Дейнджерфилде, штат Техас. В 1882 году он женился на Элизабет Энн (Эпперсон) Харрисон из Джефферсона, а в 1887 году супруги переехали в Даллас, где Калберсон занялся юридической практикой в фирме Bookout and Culberson.
Политическая карьера Калберсона началась с его избрания на пост генерального прокурора штата Техас в 1890 году. Эту должность он занимал до 1895 года, когда его избрали губернатором Техаса. После двух сроков на посту губернатора, 25 января 1899 года Калберсон был избран в Сенат США от Демократической партии. В начальный период своего пребывания в Сенате он был членом комитета Лоджа по расследованию военных преступлений в Филиппино-американской войне. Позже Калберсон возглавлял несколько комитетов сената, в том числе в 1913—1919 годах — судебный комитет.
Калберсон был переизбран в 1905, 1911, а также в 1916 году, когда проблемы со здоровьем и алкоголизм помешали ему принять участие в избирательной кампании в Техасе. Тем не менее, его здоровье и противодействие Ку-клукс-клану в конечном итоге привели к поражению на выборах в 1922 году.
После ухода из сената Калберсон жил на пенсию в Вашингтоне, где умер от пневмонии 19 марта 1925 года. Он похоронен на кладбище Ист-Оквуд в Форт-Уэрте, Техас.